# 대안다만족

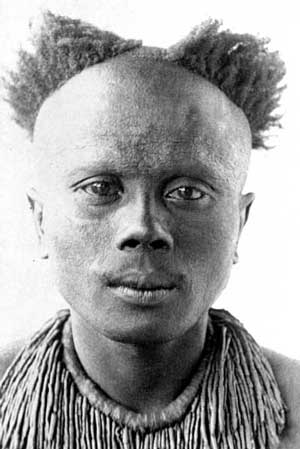
중안다만섬의 아카케데(Aka-Kede)족 출신의 한 대안다만족 남성 (1890년)

대안다만족(Great Andamanese)은 안다만 제도의 대안다만 군도(Great Andaman)에 거주하는 토착 민족이다. 이들은 과거 대안다만 군도 전역에 걸쳐 살았으며, 10개의 주요 부족 집단으로 나뉘었다. 이들의 언어는 서로 다르지만 밀접히 연관되어 있었으며, 이를 총칭하는 대안다만어족은 안다만 제도에서 확인된 2개의 토착 언어계통 중 하나이다.
한편 안다만 제도 남쪽에는 대안다만족과 분명한 근연성이 있으나 문화, 언어, 지리적으로 구분되는 집단들이 살았다. 정체가 확인되는 것은 옹게족을 비롯하여 총 4개 집단으로, 이들은 대안다만족과 달리 옹게어족이라는 다른 계통의 언어를 사용하였다.
대안다만족은 한때 안다만 제도의 주요 집단 중 가장 많은 수를 차지했으며 접촉 초기 인구는 2,000명에서 6,600명 사이로 추산되나, 질병, 알코올, 식민 전쟁 및 사냥터 상실로 인해 많은 인구가 살해당하거나 병사했다. 2020년 8월 기준 59명의 인구만이 남아있다. 현재 이들 간의 부족 및 언어의 구별은 거의 사라졌고, 이제 토착민에 버마인과 인도인 혈통까지 혼혈된 하나의 "대안다만인" 집단이 존재하는 것으로 간주된다.

## 같이 보기
- 대안다만어족
- 안다만족